# 吹管分析
吹管分析（すいかんぶんせき）は、分析法の一種である。炭上分析ともいう。

## 概要
鉱物や合金などの金属成分を検出する古典的な分析法の一つ。固体の試料粉末を四角柱に削った木炭の中心に開けた穴に詰め酸化炎や還元炎などの吹管炎を吹き付け、その変色や溶融状態、化学変化を観察し成分を判定する。なお、現在は他の分析法の発達に伴い使われる頻度は少なくなっている。

## 参考資料
- 化学小事典（三省堂）